# Lonicera subsessilis
Lonicera subsessilis är en kaprifolväxtart som beskrevs av Alfred Rehder. Lonicera subsessilis ingår i släktet tryar, och familjen kaprifolväxter. Inga underarter finns listade i Catalogue of Life.